# 出淵博
出淵 博（いずぶち ひろし、1935年7月11日 - 1999年7月23日）は、日本の英文学者、翻訳家。
東京大学名誉教授。
W・B・イェイツを専門とする。没後、著作集全2巻が編纂された。妻は日本女子大学名誉教授の出淵敬子。

## 略歴
東京府東京市四谷区（現・東京都新宿区）生まれ。
1959年、東京大学教養学部を卒業し、日本放送協会（NHK）入局（報道局勤務）。1962年、東京大学大学院人文科学研究科英語英文学専門課程入学。1965年、國學院大學講師。1968年、東京大学大学院人文科学研究科英語英文学専門課程博士課程を満期退学。1971年、國學院大學助教授。1972年、東京工業大学助教授。1978年、東京大学教養学部助教授を経て1987年に教授。1996年に定年退官、名誉教授。成蹊大学教授。
1999年、急性肺炎により死去。

## 著書
- 『出淵博著作集 1 イェイツとの対話』（みすず書房）2000 - 2001
- 『出淵博著作集 2 批評について書くこと』

### 翻訳
- 『アラン・レネの世界』（J・ウォード、竹内書店） 1969
- 『愛されたもの』（イーヴリン・ウォー、中村健二共訳）、金星堂「英米作家対訳双書」、1969／岩波文庫[2]、2013
- 『キング、クィーンそしてジャック』（ウラジーミル・ナボコフ、集英社、世界の文学8） 1977
- 『批評の解剖』（ノースロップ・フライ、叢書・ウニベルシタス：法政大学出版局） 1980、新版2013

海老根宏, 中村健二, 山内久明共訳 - 日本翻訳出版文化賞受賞
- 『エンダビー氏の内側』（アントニイ・バージェス、早川書房、バージェス選集） 1982
- 『ホワイト・ホテル』（D・M・トマス、河出書房新社） 1986
- 『ことばのロマンス 英語の語源』（アーネスト・ウィークリー、寺澤芳雄共訳、岩波文庫） 1987
- 『魅惑者』（ウラジーミル・ナボコフ、河出書房新社） 1991